# Amat Al Alim Alsoswa
Amat Al Alim Alsoswa, född 1958, är en jemenitisk politiker och journalist.
Hon var 1997-1999 vice utbildningsminister, och den första kvinnan på den posten; 2000-2003 ambassadör i Nederländerna, och den första kvinnan på denna post; och 2003-2005 minister för mänskliga rättigheter och den andra personen och kvinnan på den posten. 